# Ernest Burgess

Burgessův model moderního velkoměsta

Ernest Watson Burgess (16. května 1886 Tilbury, Ontario – 27. prosince 1966 Chicago) byl kanadský sociolog, profesor na Univerzitě v Chicagu. Je někdy řazen k tzv. chicagské škole. Zabýval se především sociologií moderního velkoměsta.

## Život
Narodil se v Tilbury, Ontario, Kanada Edmundu J. Burgessovi a Mary Ann Jane Wilson Burgessové. Těsně po narození E. W. Burgesse se celá rodina přestěhovala do USA. Jeho otec byl ministrantem v kongregační církvi. Ernest W. Burgess studoval na Kingfisher College v Oklahomě, kde také získal v roce 1908 bakalářský titul. Rok poté byl přijat na University of Chicago. Studoval na katedře sociologie a v roce 1913 získal titul Ph.D. Později učil na univerzitách v Toledu a Kansasu a také na Ohio State University. V roce 1916 se vrátil na univerzitu do Chicaga a tam byl jmenován odborným asistentem sociologie. Tam začal být nazýván od svých kolegů „prvním mladým sociologem“, protože všichni ostatní sociologové vstoupili do tohoto oboru již z jiných odborných oblastí. V roce 1927 se stal právoplatným profesorem. V roce 1951 obdržel čestný titul emeritního profesora. Jeho kariéra na univerzitě v Chicagu trvala od roku 1916 do roku 1957, ale zůstal aktivní další řadu let i ve svém důchodu. Zemřel v roce 1966 v Chicagu, Illinois, USA.
Burgess mimo jiné působil v mnoha organizacích v jeho oboru, například jako 24. prezident Americké sociologické společnosti v roce 1934, prezident Asociace pro sociologický výzkum v roce 1942 a prezident Fondu pro výzkum chování v letech 1931 až 1934. V roce 1952 založil Burgess Family Study Center, později známé jako Family and Community Study Center. V letech 1936 až 1940 byl také redaktorem odborného časopisu American Journal of Sociology.

## Dílo
Pro správné porozumění Burgessovi práce je třeba uvést stav, ve kterém se roku 1916 americká sociologie nacházela. Burgess patřil ke generaci sociologů, kteří museli vymýšlet zcela nové návrhy systematického empirického výzkumu, neboť v průběhu jeho studia nebyly téměř žádné k dispozici.
Po návratu na Chicagskou univerzitu roku 1916 působil jako odborný asistent na katedře sociologie. Ve spolupráci s kolegou Robertem Ezrou Parkem vydal v červnu roku 1921 jedno ze svých nejvýznamnějších děl s názvem “Introduction to the Science of Sociology”. Kniha byla nejvlivnějším textem své doby a poskytla celé jedné generaci mladých sociologů jejich první orientaci v sociologii. Rovněž pokrývá široký rozsah témat – například lidskou přirozenost, sociální skupiny, izolaci, kolektivní chování, sociální kontrolu a další. Na středozápadě Spojených států byla kniha označována jako „Bible sociologie“.
Burgess byl jedním z hlavních představitelů Chicagské školy, která vznikla na Chicagské univerzitě a stala se na počátku 20. století centrem pro výzkum sociologie města. Další spolupráce s R. E. Parkem přinesla pokrok v oblasti lidské ekologie a sociologii města. Roku 1925 Park, Burgess a McKenzie vydali knihu „The City“, kde je představen Burgessův hlavní příspěvek v rámci této oblasti výzkumu, tzv. koncentrický model (také Burgessův model), jehož základem je studie města Chicago. Model je založen na ekologickém přístupu k analýze města, kdy je město chápáno jako ekosystém, jehož jednotlivé složky jsou spolu provázané a navzájem na sebe působí.
Na začátku 30. let 20. století se Burgess soustředil na výzkum v oblasti sociologie manželství a rodiny. Společně s Leonardem S. Cottrellem roku 1939 publikovali práci „Predicting success or failure in marriage“. Zabývali se otázkou spokojenosti v manželství a na základě dotazníku poskytnutého manželským párům z Illinois (n=526) sestavili tzv. index manželského přizpůsobení (Burgess-Cottrell Marital Adjustment Index).
Jeho poslední práce byly věnované tématům odchodu do důchodu a stáří. Upravil například článek „Aging in Western Societies” (1960) publikovaný v The American Journal of Sociology.